# 西町 (さいたま市)
西町（にしまち）は、埼玉県さいたま市岩槻区の町丁。現行行政地名は西町一丁目から西町五丁目。住居表示実施地区。郵便番号は339-0067。

## 地理
岩槻区北西部に位置する。北で大字岩槻、北東で美幸町・日の出町、東で愛宕町、南東で本町、南で加倉、南西で大字岩槻の飛地、西で西原に接する。東武野田線（東武アーバンパークライン）岩槻駅の北西側にあたる。

### 地価
住宅地の地価は、2017年（平成29年）1月1日の公示地価によれば、西町4-5-3の地点で10万円/m2となっている。

## 歴史

### 沿革
- 1965年（昭和40年）：住居表示実施により、岩槻市大字岩槻の一部から西町一丁目・二丁目・五丁目が成立[5]。
- 1966年（昭和41年）10月1日：大字岩槻の一部から西町三丁目・四丁目が成立[6][5]。
- 2005年（平成17年）4月1日：岩槻市がさいたま市に編入合併され、同市岩槻区の町丁となる。

## 世帯数と人口
2017年（平成29年）10月1日時点の世帯数と人口は、以下のとおりである。
| 丁目       | 世帯数    | 人口    |
| ---------- | --------- | ------- |
| 西町一丁目 | 408世帯   | 918人   |
| 西町二丁目 | 664世帯   | 1,782人 |
| 西町三丁目 | 494世帯   | 1,098人 |
| 西町四丁目 | 653世帯   | 1,394人 |
| 西町五丁目 | 690世帯   | 1,390人 |
| 計         | 2,909世帯 | 6,582人 |

## 小・中学校の学区
市立小・中学校に通う場合、学区（校区）は以下のとおりとなる。
| 丁目       | 区域         | 小学校                 | 中学校                 |
| ---------- | ------------ | ---------------------- | ---------------------- |
| 西町一丁目 | 4番1号 - 6番 | さいたま市立岩槻小学校 | さいたま市立城北中学校 |
| 西町一丁目 | その他       | さいたま市立西原小学校 | さいたま市立西原中学校 |
| 西町二丁目 | 全域         | さいたま市立西原小学校 | さいたま市立西原中学校 |
| 西町三丁目 | 全域         | さいたま市立西原小学校 | さいたま市立西原中学校 |
| 西町四丁目 | 全域         | さいたま市立城北小学校 | さいたま市立城北中学校 |
| 西町五丁目 | 全域         | さいたま市立城北小学校 | さいたま市立城北中学校 |

## 交通

### 鉄道
最寄り駅は、全域が東武野田線（東武アーバンパークライン）の岩槻駅である。

### 道路
- 国道122号

### バス
- 国際興業バス
  - 蓮11・蓮12系統

## 施設
西町一丁目
- 西町郵便局
- 西町こども広場
- 東和銀行岩槻支店

西町二丁目
- 西町保育園
- FESTA TOWN - NTT岩槻物流センター跡地に立てられた商業施設。総戸数500戸の集合住宅が併設される。

西町三丁目
- 西町保育園
- 西町緑地

西町四丁目
- 岩槻福音自由教会
- 牛山医院

西町五丁目
- 西町会館
- 西町児童公園